# Matthieu Blastarès
Matthieu Blastarès (en grec Ματθαῖος ὁ Βλαστάρης) est un moine byzantin du début du XIVe siècle, théologien, canoniste et hymnographe.

## Éléments biographiques
On en sait très peu à son sujet. Selon les manuscrits qui contiennent ses œuvres, il était hiéromoine du monastère de la Péribleptos à Thessalonique, fut disciple d'Isaac, higoumène de cet établissement, et y mourut. La préface de son Syntagma est datée : « l'an 6843 (de la Création) », c'est-à-dire 1334/35.

## Œuvres
La plupart de ses écrits sont inédits : on connaît une dizaine de traités dogmatiques (notamment contre les Latins et contre les Juifs), une demi-douzaine d'ouvrages juridiques (principalement des résumés de collections canoniques), un petit traité de rhétorique, les listes des dignités civiles et des dignités ecclésiastiques de l'Empire byzantin de son époque présentées en vers politiques, et de la poésie liturgique (tropaires).
L'ouvrage juridique qui a fait sa célébrité est son Syntagma. Le titre complet est Σύνταγμα κατὰ στοιχεῖον τῶν ἐμπεριειλημμένων ἁπασῶν ὑποθέσεων τοῖς ἱεροῖς καὶ θείοις κανόσι πονηθέν τε ἅμα καὶ συντεθὲν τῷ ἐν ἱερομονάχοις ἐλαχίστῳ Ματθαίῳ τῷ Βλαστάρῃ, Recueil par ordre alphabétique de toutes les matières comprises dans les sacrés et divins canons, à la fois élaboré et composé par le très humble hiéromoine Matthieu Blastarès. Il s'agit d'une sorte d'encyclopédie juridique par ordre alphabétique, où la matière, après un bref historique du droit canon et une introduction sur la foi orthodoxe, est répartie en 303 chapitres introduits par un mot-clef : par exemple, à la lettre Α, on trouve le chapitre « ἀρνησάμενοι » (« apostats »), « αἱρετικοί » (« hérétiques »), « ἀνάθεμα » (« anathème »), etc. ; à la lettre Η, les chapitres « ἡγούμενοι » (« higoumènes »), « ἡμέρα » (« jour », c'est-à-dire comment compter le début et la fin du jour), etc. Les chapitres unissent les « canons » d'origine ecclésiastique et les « lois » (νόμοι) d'origine séculière, comme il était d'usage dans les Nomocanons, mais dans le cadre nouveau de la réforme judiciaire d'Andronic III (1329) : des juges laïcs et ecclésiastiques avaient été institués paritairement, et les métropolites et les archidiacres, devenus « juges universels » (καθολικοὶ κριταί), avaient reçu le pouvoir de trancher les litiges civils. Cependant le droit canon occupe une place prépondérante dans le Syntagma, et la majorité des chapitres portent sur des sujets religieux et ecclésiastiques.
Le Syntagma de Matthieu Blastarès a eu une grande diffusion dans les pays orthodoxes : en 1935, on en connaissait 90 manuscrits en langue grecque ; en outre, il existe au moins 20 manuscrits de la version intégrale et 15 manuscrits d'une version abrégée en serbe, et en Roumanie plus de 20 manuscrits de la version slavo-roumaine et 4 manuscrits en roumain. Le plus ancien manuscrit grec conservé date de 1342, sept ans après la rédaction (codex n° 149 de la Bibliothèque synodale de Moscou). Les manuscrits grecs se divisent en deux groupes : une rédaction dite « de Constantinople », la plus ancienne et la principale, et une rédaction dite « d'Ohrid », qui est la source, notamment, de la version serbe, dont les deux plus anciens manuscrits conservés datent de 1380.
Le texte grec (rédaction de Constantinople) a été édité trois fois. Au XVIIe siècle, Jacques Goar y travailla, mais mourut sans avoir rien mis sous presse ; l'editio princeps se trouve dans le tome 2 du Synodikon sive Pandectæ canonum de William Beveridge (Oxford, 1672). Ensuite, le texte figure dans le Σύνταγμα τῶν θείων καὶ ἱερῶν κανόνων de G. A. Rhallès et M. Potlès (6 vol. Athènes, G. Charophylakos, 1852-59 ; réimpr. 1966). Enfin, il peut se lire en PG dans les vol. 144 et 145. Pour la version serbe intégrale, il existe une édition de Stojan Novaković (Matije Vlastara Sintagmat ; azbučni zbornik vizantijskih crkvenih i državnih zakona i pravila. Slovenski prevod iz vremena Dušanova, Belgrade, 1907).